# 토네르 (영화)
토네르(Tonnerre)는 프랑스에서 제작된 윌리암 브랙 감독의 2013년 영화이다. 빈센트 맥케인 등이 주연으로 출연하였다.

## 출연

### 주연
- 빈센트 맥케인
- 솔렌 리곳